# クロコップ (お笑いコンビ)
クロコップは、ケイダッシュステージに所属する日本のお笑いコンビ。キングオブコント2022ファイナリスト。
コンビ名は、元総合格闘家のミルコ・クロコップに由来。

## メンバー
- 荒木 好之（あらき よしゆき　1987年7月15日（38歳）[4] - ）
大阪府門真市出身[4]。身長180cm、血液型B型[4]。
趣味は総合格闘技観戦、野球観戦、アラカク[5][6]。アラカクとは荒木考案による架空の格闘技のことで[5]、荒木はアラカクファンの代表[7]とのこと。
特技は野球、サブミッション、ヌンチャク[4]。
1980年代の女性アイドルを好む[1]。
高校卒業後、養成所を経てピン芸人としてデビュー。「リアルファイト荒木」の芸名で[8]、松竹芸能（大阪）に所属していた[9]。にしね・ザ・タイガーとのコンビ「しゃけへ～ふ～[10]」で活動した後に松竹芸能を退社し、ピン芸人のままで上京[8]。 お見送り芸人しんいちと同居していた時期がある。

- しょうた（本名：川合 翔太〈かわい しょうた〉1987年6月11日（38歳）[4] - ）
大阪府門真市出身[4]。身長178cm、血液型B型[4]。既婚。
趣味はL'Arc〜en〜Ciel[4]。ラルクの大ファンでライブにも頻繁に参戦しており、本人曰くラルクについては「狩野英孝さんと渡り合えるくらい詳しい」とのこと[1]。
特技はラルクイントロクイズ、目隠し桃鉄[4]。目隠し桃鉄とは、ゲームマップのほぼ全てを記憶しているソフト「桃太郎電鉄 〜昭和 平成 令和も定番!〜」を画面を一切見ずにプレイすること[11]。
4年制大学卒業。大学生時代には荒木の出演するライブをよく見に行っていた[8]。大学卒業後は就職するもその一方で表舞台に憧れがあったため、会社で働きながら舞台の構成作家をしている知り合いを手伝っていた[8]。

## 来歴・概説
2人とも大阪府門真市出身。同じ中学の同級生で、中学1・2年とも同じクラスでその時から仲が良い。中学生時代には文化祭でお笑いの劇を一緒にやっていた。
高校卒業後の荒木はしょうたと一緒にお笑いをやりたいと思っていたことからしょうたを誘ったが、しょうたは大学進学を理由にこれを断る。やがて荒木のみが養成所に入り松竹芸能（大阪）に所属、「リアルファイト荒木」の芸名でデビューした。後に松竹を辞めそのままピン芸人として、拠点を東京に移して活動していた。
荒木のピン芸人時代、大阪で2人の共通の知人による結婚式へ出席した際に2人は再会。しょうたは当時会社を辞めて舞台の手伝いをしながらプロを目指していた頃だったが、当時は「お互いに頑張ろう」としただけの感じだった。その後、荒木が大阪へ戻って来た時にサシで飲んだ席にてしょうたが「俺も東京に行く」と切り出し、それならと荒木から誘ってコンビ結成に至った。なお、しょうたは養成所には通っていないままでの芸人デビューとなった。
芸風は主にコントで、ネタ作りは荒木が担っている。格闘技を題材にしたコントやリズムを取り入れ、大衆によく知られている曲に合わせて振り付けをするショートネタが多く、「空手家の子」（「アブラハムの子」の替え歌） やきゃりーぱみゅぱみゅの曲「にんじゃりばんばん」に合わせてスパーリングなどを見せるコントなどを演じている。使いたい楽曲を先に決めてからネタ作りを始める。荒木はネタを演じる際にはボクシンググローブを付けることも多い。このネタを始めるに当たって、しょうたは荒木から「ジャブの練習しといて」と連絡を受けたという。このネタをやった後は毎回ヘトヘトで、ネタ時間も3分が限界だという。そしてこのネタは本物の空手家からも反応があり、自分たちのSNSに「形がなってない。黒帯にはまだ早い!」と、この空手家からの投稿があったという。しょうたは荒木の黒帯を、通販で買った偽物の帯だと話している。
2018年7月26日放送の『ぐるナイおもしろ荘 この夏ブレークする芸人が生放送で決定SP!』（日本テレビ）において優勝。
2022年10月8日に行われたキングオブコントの決勝にノーシードで進出。トップバッターで登場し、最終結果は8位に終わったが、『遊☆戯☆王』をオマージュしたあっち向いてホイのコントで会場を沸かせた。

## 賞レースでの戦績

### キングオブコント
- 2015年 2回戦進出[16]
- 2016年 1回戦出場[17]
- 2017年 2回戦進出[18]
- 2018年 準々決勝進出[19]
- 2019年 準々決勝進出[20]
- 2020年 準々決勝進出[21]
- 2021年 準々決勝進出[22]
- 2022年 決勝8位（460点）[23]

決勝キャッチフレーズ「異才のバカゲークリエイター」
- 2023年 準決勝進出[24]
- 2024年 準々決勝進出
- 2025年 準々決勝進出

## 出演

### テレビ
- SICKS〜みんながみんな、何かの病気〜（テレビ東京）- 2015年12月11日、荒木のみ
- ツギクルもん（フジテレビ）- 2016年1月1日
- Rの法則（NHK Eテレ）- 2016年1月4日
- 駆け込みドクター!運命を変える健康診断（TBS）- 2016年1月31日
- 人生最大のサプライズ プロポーズ大作戦!（TBS）- 2016年2月17日
- シーホース・パワー（NHK総合）- 2016年6月25日
- ミュージャック（関西テレビ放送）- 2016年6月24日、2017年2月17日、2017年2月24日
- ネプ&ローラの爆笑まとめ! 2016 ナビ（TBS）- 2016年10月23日
- スッキリ（日本テレビ）- 2017年1月27日
- 上坂すみれのヤバい○○（TOKYO-MX・BS11）- 2017年4月29日・5月6日、荒木のみ
- 内村てらす（日本テレビ）- 2017年7月6日・7月13日
- 明石家地下王国（TBS）- 2017年7月12日
- にちようチャップリン（テレビ東京）- 2017年7月30日、2018年9月9日、2018年9月23日
  - そろそろ にちようチャップリン（テレビ東京）- 2018年12月8日・12月15日
- 真夜中のおバカ騒ぎ!（TOKYO-MX、千葉テレビ放送）- 2017年10月19日
- BOMBER-E（メ～テレ）- 2017年11月14日・12月5日
- 笑レース（フジテレビ）- 2017年12月18日
- ウチのガヤがすみません!（日本テレビ）- 2017年12月26日初出演
- ぐるナイおもしろ荘 この夏ブレークする芸人が生放送で決定SP!（日本テレビ）- 2018年7月26日、この回の優勝に選ばれる[13]。
- スッキリ（日本テレビ）- 前日の「おもしろ荘」の優勝特典として出演
- ぐるぐるナインティナイン（日本テレビ）- 2018年7月26日・8月23日
- ネタパレ（フジテレビ）- 2018年8月17日・9月21日・12月31日・2022年10月28日
- くりぃむナンチャラ（テレビ朝日）- 2018年9月7日・9月14日
- オールスター後夜祭（2018年10月7日[25]、TBS）
- オスカル!はなきんリサーチ（テレビ朝日）- 2018年10月12日
- 内村さまぁ〜ず（TOKYO MX）- 2018年11月26日・12月3日
- 前略、西東さん（中京テレビ放送）- 2018年12月29日
- 冗談騎士（BSフジ）- 2019年2月6日・2月13日
- わらたまドッカ〜ン（NHK Eテレ）- 2019年4月1日、2019年5月27日・2021年1月30日(再放送)
- 宝くじドカーンと100万円スペシャル〜岐阜版〜（岐阜放送）- 2019年6月28日
- 深夜に発見！新shock感（テレビ東京）- 2019年9月14日
- 有田P おもてなす（NHK総合）- 2020年1月4日
- ブイ子のバズっちゃいな!（テレビ朝日）- 2021年1月22日
- お笑い合戦 独眼竜カミナリ（東日本放送）- 2022年5月14日・5月28日
- 有吉の壁（日本テレビ）- 2022年9月14日（荒木のみ）・10月26日
- ラヴィット!（TBS）- 2022年9月28日
- キングオブコント2022（TBS）- 2022年10月8日
- じゃないとオードリー（テレビ東京）- 2022年10月13日
- 千原ジュニアの座王（関西テレビ）- 2022年10月14日
- 炎の体育会TV（TBS）- 2022年11月5日
- 有吉ゼミ（日本テレビ）- 2022年11月21日
- アイ・アム・冒険少年（TBS）- 2022年12月5日・12月12日
- アルピーテイル（テレビ朝日）- 2022年12月7日

## 単独ライブ
- 開幕戦(2014年7月30日、東京・新宿バティオス)[26]
- オクタゴン(2015年7月26日、東京・新宿バティオス)[27]
- 王座統一戦(2015年7月30日、東京・新宿バティオス)[28]
- クロコップベストネタライブ(2023年1月15日、東京・中目黒キンケロ・シアター)[29]
- クロコップ裏ベストネタライブ(2023年2月12日、東京・新宿ブリーカー)[30]
- テールジャンク(2023年8月6日、東京・渋谷CBGKシブゲキ!!)[31]